# Fontane di Nogare'
Fontane di Nogare' este o arie protejată (arie specială de conservare — SAC, sit de importanță comunitară — SCI) din Italia întinsă pe o suprafață de 212 ha, integral pe uscat.

## Localizare
Centrul sitului Fontane di Nogare' este situat la coordonatele 46°09′04″N 12°14′32″E / 46.151111°N 12.242222°E.

## Înființare
Situl Fontane di Nogare' a fost declarat sit de importanță comunitară în septembrie 1995 pentru a proteja 20 de specii de animale. Situl a fost protejat și ca arie specială de conservare în iulie 2018.

## Biodiversitate
Situată în ecoregiunea alpină, aria protejată conține 5 habitate naturale: Păduri ilirice de stejar și carpen (Erythronio-Carpinion), Pajiști uscate seminaturale și facies de acoperire cu tufișuri pe substraturi calcaroase (Festuco-Brometalia) (* situri importante pentru orhidee), Liziere de ierburi înalte hidrofile de câmpie și de nivel montan până la alpin, Râuri de munte și vegetația lor lemnoasă cu Salix elaeagnos, Râuri de munte și vegetația erbacee de pe malurile acestora.
La baza desemnării sitului se află mai multe specii protejate:
- păsări (16): uliu păsărar (Accipiter nisus), pescăruș albastru (Alcedo atthis), stârc cenușiu (Ardea cinerea), stârc roșu (Ardea purpurea), buhai de baltă (Botaurus stellaris), egretă mică (Egretta garzetta), stârc pitic (Ixobrychus minutus), sfrâncioc roșiatic (Lanius collurio), gaia neagră (Milvus migrans), vultur pescar (Pandion haliaetus), ciocănitoarea verde (Picus viridis), cresteț pestriț (Porzana porzana), cristei de baltă (Rallus aquaticus), chiră de baltă (Sterna hirundo), nagâț (Vanellus vanellus), Zapornia parva
- amfibieni (1): izvoraș-cu-burta-galbenă (Bombina variegata)
- nevertebrate (1): rădașcă (Lucanus cervus)
- pești (2): Barbus plebejus, Salmo marmoratus

Pe lângă speciile protejate, pe teritoriul sitului au mai fost identificate 5 specii de plante.